# Luvuvhu
Der Luvuvhu-Fluss (Name entstammt der Bantusprache Tshivenda; engl. Levubu River, Tsonga: Revubye) ist ein rechter Nebenfluss des Limpopo, der durch die nördliche Provinz Limpopo Südafrikas fließt. Er ist Bestandteil des Luvubu and Letaba Water Management Area.

## Verlauf
Der Luvuvhu erstreckt sich – ausgehend vom Soutpansgebirge – über annähernd 200 km durch unterschiedliche Landschaften, bevor er im Bereich Fever Tree Forest (hergeleitet aus dem Baumbestand der Gelbrinden-Akazie) in der Nähe des nördlichsten Zipfels des Kruger-Nationalparks am Crooks’ Corner, bei Pafuri (Makuleke Concession), in den Limpopo mündet. Der Zusammenfluss liegt im Dreiländereck Südafrikas, Simbabwes und Mosambiks.
Das Einzugsgebiet des Luvuvhu umfasst eine Fläche von 4826 km².

## Hydrometrie
Die Abflussmenge des Luvuvhu wurde am Pegel Mhinga, bei knapp der Hälfte des Einzugsgebietes, über die Jahre 1987 bis 2021 in m³/s gemessen.

## Klima
Die Jahresdurchschnittstemperaturen im Einzugsgebiet liegen zwischen etwa 18 °C in den Gebirgsregionen und über 28 °C in den nördlichen und östlichen Teilen der Gegend. Niederschläge im Luvuvhu-Einzugsgebiet sind stark saisonal bedingt und treten vor allem in den Sommermonaten (Oktober bis März) auf, wobei Spitzenwerte im Januar und Februar erreicht werden. Der durchschnittliche jährliche Niederschlag schwankt zwischen weniger als 450 mm in den tiefliegenden Ebenen und mehr als 2300 mm bei Entambeini am Soutpansberg.

## Topographie / Geologie
Die Topographie des Einzugsgebietes des Luvuvhu ist uneinheitlich. Im Nordosten wechseln sich hohe Berge und tiefliegende Ebenen ab. Die Züge des markanten Soutpansberges fallen nach Westen in die breiten Ebenen des Lowveld ab. Da die höchsten Gipfel und die steilsten Hänge dieses Gebirges im oberen Teil des Luvuvhu-Einzugsgebietes liegen, bedeutet dies hohe Niederschläge in der Region. Der natürliche Abfluss des Luvhuvu-Flusses bringt etwa 121 Millionen m³/Jahr zu Tal. Grundwasserressourcen stehen in unterschiedlichen Mengen zur Verfügung. Im zentralen Einzugsgebiet sind sie am größten, weshalb hier die dichteste Besiedlung anzutreffen ist. 
Die Geologie der Region ist vielfältig. Sie besteht aus Sedimentgesteinen im Norden und metamorphen und magmatischen Gesteinen im Süden. Hochwertige Kohlelagerstätten finden sich in der Nähe von Tshikondeni sowie im nördlichen Teil des Krüger-Nationalparks.

## Nebenflüsse / Staudämme

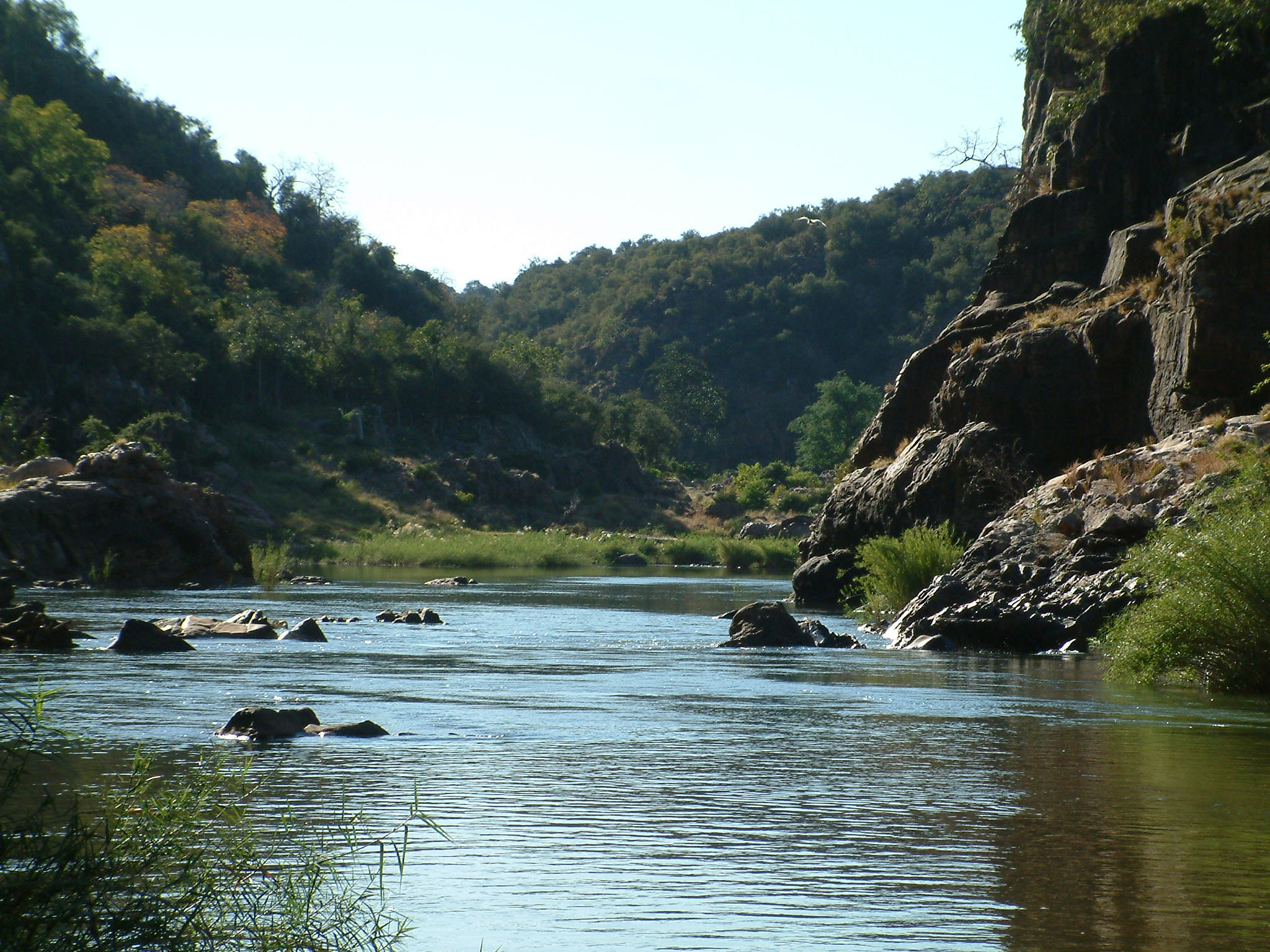
Blick auf den Luvuvhu, Gegend um Makuleke

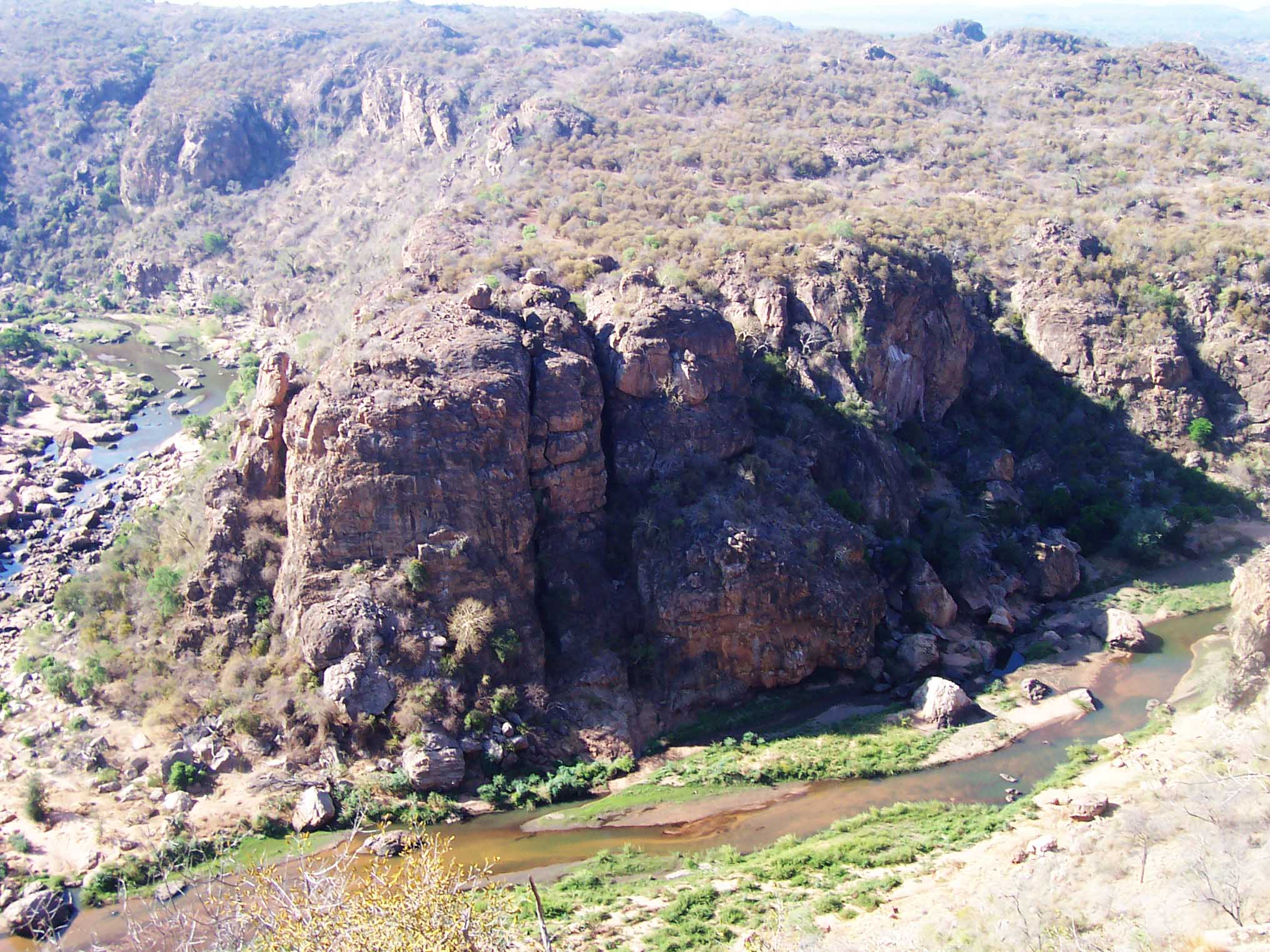
Auf Höhe des Mündungsbereichs in den Limpopo (bei Pafuri)

Nebenflüsse des Luvuvhu sind der Barotta, der Latonyanda, der Madsaringwe, der Mambedi, der Mbodi, der Mutshindudi, der Mutale, und der Ngwedi.
Manche der Flüsse werden mittels Absperrbauwerken aufgestaut. So steht im Luvhuvu der 1952 errichtete Albasini-Damm, der der lokalen Bewässerung dient. Er hat eine maximale Kapazität von 25,6 Mio. m³. Mit 163 Mio. m³ wartet der Nandoni-Damm auf. Das gestaute Wasser des Damani-Damms (12,4 Mio. m³) diente der Bewässerung einer Kaffeeplantage und wird nunmehr umgewidmet (regionale Wasserversorgung). Der Mambedi-Damm (7 Mio. m³) steht im gleichnamigen Zufluss des Luvuvhu und dient privatwirtschaftlichen Nutzungszwecken eines südafrikanischen Teeproduzenten. Im Barotta steht das Tshakhuma-Stauwerk (2,1 Mio. m³), das 1990 errichtet wurde und im Mutshindudi der Vono-Damm (30,4 Mio. m³).

## Fauna / Flora
Der östliche Teil des Luvuvhu-Einzugsgebiets liegt innerhalb des Krüger-Nationalparks. Charakteristischerweise liegt hier das Habitat von Vögeln wie beispielsweise dem Grauen Lärmvogel, der Nashornvögel, den Fliegenschnäppern, Würgern und Racken. An Vegetation ist der Afrikanische Affenbrotbaum häufig. Unter Bewässerungsbedingungen werden Hirse und Sorghumhirsen angebaut.

## Namensgebung
Der Name soll im Bantu-Sprachraum der Venda auf das Wort muvuvhu zurückzuführen sein, gleichbedeutend mit Flusspferd. Möglicherweise wurzelt der Begriff etymologisch aber im Wort Mvuvhu (Combretum kraussii), einer stattlichen Baumart, die in Ostafrika verbreitet ist.